# Wicked (1931)
Wicked is een Amerikaanse dramafilm uit 1931 onder regie van Allan Dwan.

## Verhaal
Margot Rande is een fatsoenlijke vrouw, maar ze is getrouwd met een bankrover. Als ze een politieagent doodschiet om haar man te beschermen, veroordeelt de rechter haar tot 20 jaar gevangenis. Tijdens haar celstraf baart ze een kind, maar dat wordt haar afgenomen. Na haar vrijlating ontvoert ze het kind en ze belandt opnieuw achter tralies.

## Rolverdeling
| Acteur            | Personage            |
| ----------------- | -------------------- |
| Elissa Landi      | Margot Rande         |
| Victor McLaglen   | Scott Burrows        |
| Una Merkel        | June                 |
| Irene Rich        | Mevrouw Luther       |
| Alan Dinehart     | Blake                |
| Theodore von Eltz | Tony Rande           |
| Oscar Apfel       | Rechter Edwin Luther |
| Mae Busch         | Arlene               |
| Ruth Donnelly     | Fanny                |
| Eileen Percy      | Stella               |
| Kathleen Kerrigan | Juffrouw Peck        |
| Blanche Friderici | Mevrouw Johnson      |
| Blanche Payson    | Opziener             |
| Lucille Williams  | Gevangene            |
| Alice Lake        | Gevangene            |